# 沃卡莫鎮區 (北卡羅萊納州不倫瑞克縣)
沃卡莫鎮區（英語：Waccamaw Township）是位於美國北卡羅萊納州不倫瑞克縣的一個鎮區。

## 地方資料
沃卡莫鎮區的面積為381.50平方千米，皆為陸地。根據2020年美國人口普查的數據，當地共有人口2617人，而人口密度為每平方千米6.86人。